# Nate Cartmell
Pour les articles homonymes, voir Cartmell.
Nathaniel John « Nate » Cartmell, né le 13 janvier 1883, mort le 23 août 1967, était un athlète américain, spécialiste du sprint.

## Biographie

### Palmarès

#### Jeux olympiques d'été
- Jeux olympiques de 1904 à Saint-Louis (États-Unis):
  -  Médaille d'argent sur 100 m
  -  Médaille d'argent sur 200 m
- Jeux olympiques de 1908 à Londres (Grande-Bretagne):
  -  Médaille d'or en relais
  -  Médaille de bronze sur 200 m